# Томашов, Юрий Васильевич
Ю́рий Васи́льевич Томашов (8 августа 1929, пос. Тёплая Гора, Чусовской район, Уральская область — 26 марта 2019, Екатеринбург) — генеральный конструктор Центрального конструкторского бюро «Трансмаш», Герой Социалистического Труда (1990), лауреат Ленинской и Государственной премий, член-корреспондент Российской академии ракетно-артиллерийских наук (1993).

## Биография
Родился 8 августа 1929 года в посёлке Тёплая Гора Чусовского района Уральской области (ныне — Горнозаводский район Пермского края) в семье рабочего.
В 1936 году семья переехала в поселок Верхняя Синячиха Свердловской области.
В 1948 году окончил Уральский машиностроительный техникум. В 1954 году окончил вечернее отделение Уральского политехнического института по специальности «инженер-механик».
Трудовую деятельность начал в 1948 году на Уралмашзаводе помощником мастера. В 1954 году был переведён техником-конструктором в ОКБ-3 Уральского завода транспортного машиностроения, затем был старшим техником-конструктором, инженером, старшим инженером-конструктором, руководителем группы ОКБ-3, заместителем главного конструктора с 1961 года, главным конструктором, генеральным конструктором ЦКБ «Трансмаш» в 1978—1990 годах. В 1990—2001 годах был генеральным конструктором, начальником ЦКБ «Трансмаш». В 2001 году вышел на пенсию.
Был профессором кафедры «Автомобили и тракторы» в УПИ.
Член-корреспондент Российской академии ракетных и артиллерийских наук (1993).
Скончался 26 марта 2019 года на 90-м году жизни. Похоронен на Северном кладбище Екатеринбурга.

## Вклад
Принимал участие в разработке и освоении в производстве самоходных артиллерийских систем СУ-100П, СУ-100ПМ, СУ-152Г, СУ-1. В качестве 1-го заместителя главного конструктора ОКБ-3 принимал участие в руководстве создания самоходных артиллерийских систем СГ «Акация» (2СЗ, 2СЗМ), СМ «Тюльпан» (2С4), СП «Гиацинт» (2С5), за которые в коллективе соавторов удостоен Государственной премии СССР и Ленинской премии, ЗРК «Круг» (2К11), гусеничного минного заградителя, ЗСУ-37-2 «Енисей», самоходной радиолокационной станции 1РЛ135 «Купол», многоцелевого транспортёра, лазерного танка 1К17 «Сжатие». Под руководством Ю. В. Томашова созданы самоходная гаубица «Мста-С» (2С19), 5 моделей трамваев «Спектр», 4 типа лебёдок для грузовых и пассажирских лифтов, внедрены в производство приводы штанговых глубинных насосов 12 видов грузоподъемностью от 4 до 12 т, лифтовые лебёдки, автомобильный самосвал с разгрузкой на обе стороны (ЗИЛ-УЗТрМ-345), установка для тушения пожаров на нефтяных и газовых скважинах «Штурм» и др. Имеет более 60 авторских свидетельства на изобретения. Автор 11 печатных работ.

## Награды
- Герой Социалистического Труда с вручением золотой медали «Серп и Молот» (23.10.1990);[1]
- Oрден «За заслуги перед Отечеством» IV степени (25.09.1999);
- Два ордена Ленина (1979, 23.10.1990);
- Орден Трудового Красного Знамени (26.04.1971);
- Ленинская премия (1982);
- Государственная премия СССР (1974);
- Почётный знак «За заслуги перед городом Екатеринбургом»;
- Знак отличия «За заслуги перед Свердловской областью» III степени;
- Медали СССР;
- Медали РФ.
- Почётная грамота Президиума Верховного совета Российской Федерации (12.10.1992)[2]